# Trieces quostenis
Trieces quostenis är en stekelart som beskrevs av Ian D. Gauld och Sithole 2002. Trieces quostenis ingår i släktet Trieces och familjen brokparasitsteklar. Inga underarter finns listade i Catalogue of Life.